# Penészlek
Penészlek is een plaats (község) en gemeente in het Hongaarse comitaat Szabolcs-Szatmár-Bereg. Penészlek telt 1066 inwoners (2001).